# 拉脫維亞衛士團

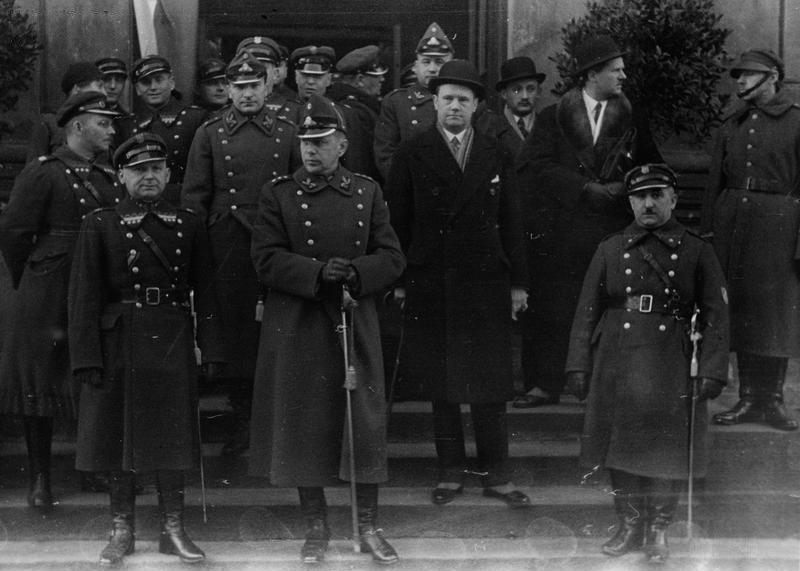
衛士團團員。1933年，華沙
衣領上的橡樹徽章是衛士團制服的特徵

拉脫維亞衛士團（Aizsargi），是拉脱维亚在戰間期（1918-1939）成立的準軍事組織。衛士團在1919年3月30日成立。 在十月革命期間，衛士團做為拉脫維亞臨時政府 國民衛隊性質的自衛力量，讓拉脫維亞自俄國獨立。1921年，衛士團以芬兰的白衛隊（suojelukunta） 為模範重組。
衛士團发行一份名為《衛士》（Aizsargs）的报纸。
衛士團亦有妇女團（Aizsardzes）和青年團（Jaunsargi）等的附屬組織。
衛士團亦是在1934年政變中支持卡爾利斯·烏爾馬尼斯的军事组织之一。
1940年6月18日，因蘇聯入侵拉脫維亞 ，衛士團被迫解散。在苏联占领期间，衛士團成员受到严重迫害。